# Poeter och analfabeters bokklubb
Poeter och analfabeters bokklubb är ett svenskt podd- och tv-program producerat av UR. Programmet har premiär den 16 april 2025 och leds av komikerna David Druid, Ahmed Berhan och Branne Pavlovic. Programmet kombinerar humor och folkbildning genom att diskutera litteratur på ett lättsamt och underhållande sätt. Syftet är att inspirera fler, särskilt unga män, att läsa böcker.

## Innehåll
Varje avsnitt av Poeter och analfabeters bokklubb har ett nytt litterärt tema, som exempelvis fantasy, true crime, poesi eller barnböcker. Programledarna diskuterar litteratur tillsammans med inbjudna gäster, som delar med sig av sina läsupplevelser och boktips. Programmet har en humoristisk ton och tar upp både klassiska och moderna verk, från serietidningar till nobelpristagare.

## Medverkande
Programmet leds av:
- David Druid – journalist, komiker och programledare.
- Ahmed Berhan – komiker och skådespelare.
- Branne Pavlovic – ståuppkomiker och podcastprofil.

Bland de gäster som medverkar i programmet finns David Sundin, Kodjo Akolor, Magnus Betnér, Andreas Norlén, Olof Lundh, Martin Mutumba, Victor de Almeida och Patrik Arve.